# II. Keresztély szász választófejedelem
II. Keresztély (1583. szeptember 23. – 1611. június 23.) a Wettin-ház Albert-ágából származó szász herceg, 1591-től haláláig választófejedelem.
I. Keresztély fiaként született, és még gyermek volt édesapja halálakor. Nagykorúvá válva lefejeztette a nagy hatalomra jutott, és Szászországot református irányba kormányzó Nikolaus Krell kancellárt (1551–1601), és az államot visszavezette a lutheranizmusba.
Keresztély külpolitikájában szakított a Pfalzi Választófejedelemséggel, és a bécsi udvarral kereste a kapcsolatokat. Amikor viszálykodás tört ki Rudolf német-római császár és fivére, Mátyás főherceg között, Keresztély Rudolfot támogatta.
Keresztély 28 évesen hunyt el 1611-ben. Mivel gyermekei nem voltak, öccse, I. János György követte Szászország trónján.

## Lásd még
- Szászország uralkodóinak listája

| Előző uralkodó: I. Keresztély | Szászország választófejedelme 1591 – 1611 Wettin-ház | Következő uralkodó: I. János György |